# Чешево (Вжесінський повіт)
Чешево (пол. Czeszewo, нім. Zeugnersruh) — село в Польщі, у гміні Мілослав Вжесінського повіту Великопольського воєводства.
Населення — 799 осіб (2011).
У 1975-1998 роках село належало до Познанського воєводства.

## Демографія
Демографічна структура станом на 31 березня 2011 року:
|          | Загалом | Допрацездатний вік | Працездатний вік | Постпрацездатний вік |
| -------- | ------- | ------------------ | ---------------- | -------------------- |
| Чоловіки | 400     | 87                 | 276              | 37                   |
| Жінки    | 399     | 73                 | 235              | 91                   |
| Разом    | 799     | 160                | 511              | 128                  |